# Flaminio Bollini
Flaminio Bollini, detto Flem (Milano, 29 gennaio 1924 – Roma, 11 dicembre 1978) è stato un regista e sceneggiatore italiano.

## Biografia
Allievo dell'Accademia Nazionale d'Arte Drammatica negli anni '40, fu attivo in televisione a partire dai primi anni '60; precedentemente ebbe sporadiche frequentazioni sul grande schermo. Nel 1948 curò sceneggiatura e dialoghi del film L'ebreo errante di Goffredo Alessandrini, quindi si trasferisce in Brasile dove nel 1954 diresse il suo unico film cinematografico, rimasto inedito in Italia, Na senda do crime, firmandolo Flaminio Bollini Cerri. Rientrato in Italia, dal 1961 dirige un buon numero di sceneggiati e lavori di prosa. Da rimarcare anche lo sceneggiato biografico su Eleonora Duse, diretto nel 1969, con Lilla Brignone nei panni della grande attrice teatrale. Coglie un grande successo durante i primi anni '70, quando ha modo di firmare insieme a Giuseppe D'Agata, Lucio Mandarà e Dante Guardamagna la sceneggiatura de Il segno del comando (1971), diretto da Daniele D'Anza e interpretato da Ugo Pagliai. Quattro anni dopo il successo si ripete con Ritratto di donna velata, stavolta da lui diretto, che in un certo senso riprendeva le tematiche dense di mistero dello sceneggiato precedente, stavolta ambientato in Toscana e interpretato da Nino Castelnuovo e Daria Nicolodi. Tre anni dopo iniziò a dirigere tre episodi della serie poliziesca Doppia indagine che non portò a termine poiché la morte lo colse a soli 54 anni, nel pieno della sua attività creativa. Diresse lavori di prosa anche per il mezzo radiofonico.

## Filmografia

### Regista televisivo
- Storie dell'Italia di ieri, episodio La paura (1961)
- La granduchessa e il cameriere, commedia di Alfred Savoir, con Rossella Falk, Paolo Ferrari, Silvano Tranquilli.[1][2] (1962)
- Sabrina di Samuel A. Taylor (1963)
- La zitella (1965)
- La maschera e il volto (1965)
- Il cenerentolo (1968)
- Lily Champagne (1968)
- Eleonora Duse (1969)
- Il seduttore (1971)
- I mostri sacri, tratto da Jean Cocteau (1971)
- La carriera (1973)
- Ritratto di donna velata (1975)
- Doppia indagine (1978)

## Prosa televisiva Rai
- Una famiglia di cilapponi di Carlo Dossi (1960)
- È morto Jack di Donald Wilson, trasmessa il 18 dicembre 1960.
- Serata shawiana, tre atti unici di George Bernard Shaw (1962)
- Il mondo della noia di Édouard Pailleron, trasmessa il 14 settembre 1962.
- Il signor Saval a Parigi, trasmessa il 2 novembre 1966.
- Il misantropo di Molière, trasmessa il 12 maggio 1967.
- Tovaritch di Jacques Deval, trasmessa il 17 maggio 1967.
- Il delitto, trasmessa il 12 luglio 1967.
- In trappola di Pierrette Caillol, trasmessa il 6 agosto 1967.
- FIgli d'arte di Diego Fabbri, trasmessa il 5 dicembre 1967.
- La gibigianna di Carlo Bertolazzi (1969)
- L'inserzione di Natalia Ginzburg (1972)
- L'albergo del libero scambio di Georges Feydeau e Maurice Desvallières, trasmessa l'11 febbraio 1977.

## Prosa radiofonica Rai
- Il giuoco delle parti di Luigi Pirandello, trasmessa il 17 maggio 1961.